# Williams Silvio Modesto
Williams Silvio Modesto Verísimo (São Paolo, 8 maart 1953 - Guararulhos, 23 februari 2008) was een Braziliaans voetballer. Hij speelde als aanvaller onder de naam Bio bij verschillende Spaanse clubs.
Bio begon in Spanje bij Terrassa FC. Na een oefenwedstrijd tegen FC Barcelona werd hij op voorspraak van Rinus Michels en Johan Cruijff gecontracteerd door Barça. De aanvaller debuteerde in de uitwedstrijd bij Real Madrid als vervanger van de geschorste Cruijff, maar uiteindelijk kwam hij tot slechts negen wedstrijden in de Primera División. Wel had Bio een belangrijke rol in de winst van de Beker der Bekerwinnaars in 1979 met een benutte strafschop in een strafschoppenserie tegen RSC Anderlecht. In 1979 vertrok de Braziliaan naar RCD Español. Daar speelde Bio slechts één seizoen. Vervolgens was Bio actief bij CE Sabadell, opnieuw Terrassa FC en verschillende Spaanse amateurclubs.
Bio overleed in februari 2008 aan na een lang ziekbed aan meervoudig orgaanfalen als gevolg van tuberculose.